# Шляпка-таблетка
Шляпка-таблетка (англ. Pillbox hat) — небольшая, невысокая круглая шляпка без полей с плоской тульей. Обычно носится женщинами. Название продиктовано сходством с маленькими коробочками, в которых продавались таблетки.

## История и описание
Предшественником шляпки-таблетки был военный головной убор. В поздней Римской империи «паннонскую шляпу» (лат. pileus pannonicus), напоминающую современную шляпку-таблетку, носили римские солдаты (например, в скульптуре Четыре Тетрарха IV века). В период Средневековья подобная шляпа была популярна у фламандцев. В ряде стран Содружества наций описываемая шляпка заменяет пилотку и с дополнением в виде ремешка под подбородком надевается на торжественные военные церемонии. Военная форма Королевского военного колледжа Канады предполагает подобную шляпу, как наследие формы солдат викторианской британской армии.
Женский вариант шляпки-таблетки появился в 1930-х годах и заслужила всеобщую популярность. Их изготавливали среди прочих материалов из шерсти, бархата, органди или меха норки, рыси, лисицы, леопарда. Обычно такие шляпки делались одноцветными, иногда дополнялись вуалью.

## В культуре
- Шляпка-таблетка фигурирует в сатирической песне Боба Дилана «Leopard-Skin Pill-Box Hat» из альбома «Blonde on Blonde» 1966 года.
- С 2005 года шляпки-таблетки входят в униформу стюардесс немецкой авиакомпании «Lufthansa»[4][5].